# Asclepiadeae
Asclepiadeae je tribus zimzelenovki smješten u potporodicu Asclepiadoideae. Sastoji se od 11 podtribusa. Tipični rod Asclepias L. (cigansko perje) raširen je po u obje Amerike i subsaharskoj Africi.

## Podtribusi
1. Asclepiadinae Decne. ex Miq.
2. Astephaninae Endl. ex Meisn.
3. Cynanchinae K.Schum.
4. Diplolepinae Liede & Meve
5. Gonolobinae Liede
6. Metastelminae Endl. ex Meisn.
7. Orthosiinae Liede & Rapini
8. Oxypetalinae E.Fourn. in Mart.
9. Pentacyphinae Liede & Meve
10. Tassadiinae Liede & Meve
11. Tylophorinae K.Schum. in Engler & Prantl